# Шнайдер, Антон
Шнайдер Антон (Антони) (псевд. — A. Sartoriusz, Сарториус; 12 июня 1825, Великая Ольшаница — 25 февраля 1880, Львов) — польский краевед, коллекционер, историк, археолог, этнограф, собиратель материалов к археологической карте Галиции. Дядя украинской писательницы Ульяны Кравченко.

## Биография
Родился в Ольшанице (Золочевского района Львовской области), в смешанной семье (отец — немец из Баварии, мать — коренная галичанка). Детство и юность А. Шнайдера прошло в Жовкве, там же окончил школу. Никогда не был женат.
В 1842 году окончил гимназию во Львове.
В 1845—1848 годах — писец канцелярии 8-го полка гусар австрийской армии, дислоцированного в Жовкве.
В 1848 году — вместе со своим полком отправился в Венгрию для подавления антигабсбургской революции в Венгрии. Вскоре бежал из войска и перешёл на сторону повстанцев. В битве при Тимишоаре попал в австрийский плен и был заключен на три года в замке Куфштайн.
В 1851—1853 годах — жил в Бродах, после смерти матери вернулся в Замок. Работал писарем в доминиях (имениях), а в свободное время исследовал и описывал ландшафты, жизнь и нравы галичан, достопримечательности, документы, надписи. Некоторое время работал дорожным мастером, потом — бухгалтером при гостинице Жовква-Запорожье.
С 1858 года постоянно жил во Львове, работал на разных работах (даже простым рабочим), занимался научным краеведением.
В 1862—1864 годах работал в ежедневной газете «Dziennik Literacki». Здесь размещал свои первые печатные разведки, в частности, исследования галицийских городов и городков. Впоследствии был внештатным советником Галицкого наместничества.
Занимался сбором всего, что касалось географии и истории. В издании «Dziennik Literacki» была напечатана серия материалов «Города и местечка в Галиции» (1866 год).
В 1868 году начал издавать «Энциклопедию в краеведения Галичины» (пол. «Enzyklopedya do krajoznawstwa Galicyi»). Но в 1874 г. издание прекратилось на втором томе. Собранный материал был частично передан в собственность Академии Наук в Кракове (сейчас хранится в Вавельском отделе Государственного Архива в Кракове, но до сих пор не отредактирован и не опубликован), Шнайдер взамен получил пенсию, примерно равную пенсии гимназического профессора.
Отстраненный от любимого дела, покончил жизнь самоубийством.

## Археологические раскопки
- Собрал памятки старины с Княжьей горы (Львов), выкопанные во время сооружения «кургана Люблинской унии».
- Первым провел археологические исследования окрестностей Каменнополя (1870), при этом были найдены неолитические кремнёвые топоры, копья и ножи (5000-2500 гг. до н. э.). В лесу на грани Каменнополя и Сорок Львовских было найдено сидячее погребение, датируемое V тысячелетием до н. э.
- Около 1878 года в Новоселке Язловецкой раскопал могилу, где был скелет в деревянном гробу и зуб тура[2].
- В 1878 году обнаружил трипольское поселение в урочище Обоз в Кошиловцах, хотя ошибочно считал его местом римского лагеря, а женскую фигурку — изображением богини Флоры. Еще одно трипольское поселение А.Шнайдер зафиксировал в с. Дорогичевка Залещицкого уезда[3].

## Работы
- Вышла в свет «Encyklopedja do krajoznawstwa Galicji», т. 1-2, Львов 1868 — 74 (литеры А—Б), в которой помещены этнографические материалы, очерки о населенных пунктах Галиции, отдельные улицы и дома Львова.
- Составил один из первых проводников по Львову с описанием исторических памятников (Львов, 1871, 1875).
- 282 папки, собраны в 1877—1880, согласно его последней воле попали в Оссолинеум (Львовская научная библиотека НАН Украины им. В. Стефаника)
- Архивный фонд «папочки Шнайдера» (1875 штук) хранится в Вавельском отделе Государственного архива Польши в Кракове.
- Первым описал трипольские достопримечательности Галицкого Подолья и составил реестр из 65 археологических памятников, выявленных и обследованных им на Борщевщине[3].
- В 1870-х гг. разработал для городка Стратин проект герба с изображением родового знака бывших владельцев города — Балабанов.
- «A. Schneider.» Encyklopedja do krajoznawstwa Galicji. — Lwów, 1868. T. I. (пол.)
- «A. Schneider.» Przewodnik po Lwowie. — Lwów, 1875. (пол.)
- «A. Schneider» Przewodnik po mieście Lwowie. — Lwów, 1871. (пол.)